# Церква Святої Параскеви (Крехів)
Церква Святої Параскеви в Крехові — діюча церква, пам'ятка дерев'яної народної архітектури в с. Крехів Жовківського району Львівської області.

## Історія

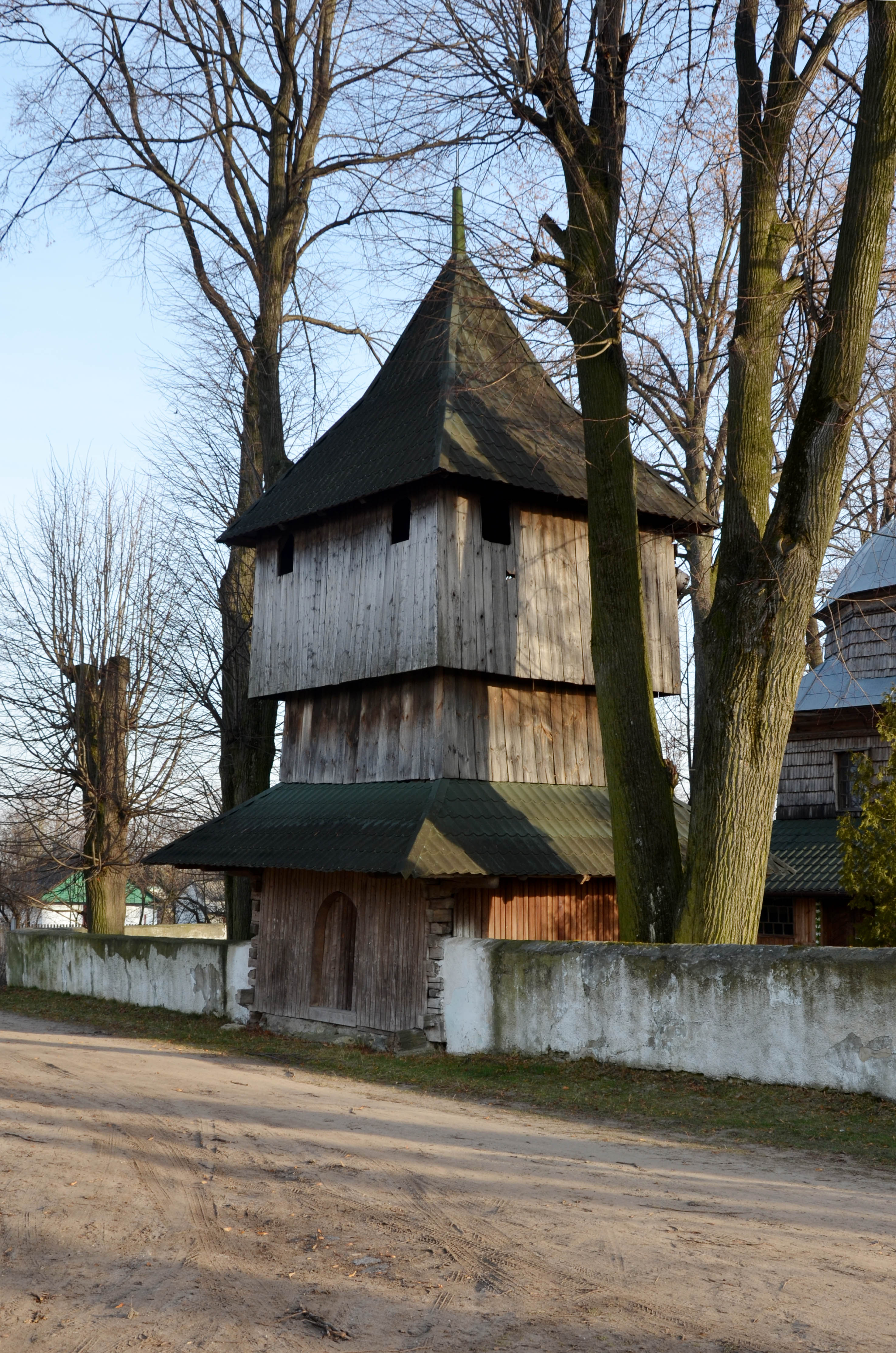
Дзвіниця церкви

Збудована в 17 ст. як сільський парафіяльний храм за зразком Спасо-Преображенської церкви Крехівського монастиря, який розташований неподалік від села. 1724 її ремонтував майстер Іван Хомюк (про що свідчить напис у центральному зрубі). 

## Архітектура
Споруда тризрубна і триверха. Восьмигранні бані зі сліпими ліхтарями стоять на світлових восьмериках. Церкву оточує широке піддашшя, яке спирається на фігурні кронштейни — випуски вінців зрубів. 1894 добудовано захристію. 
Шестиярусний іконостас неоднорідний за часом, його ікони походять із 16—17 ст., а барокові царські врата з живописними медальйонами роботи Василя Петрановича — з Крехівського монастиря, де їх купили в 1776. 
На захід від церкви стоїть квадратна в плані оборонного типу триярусна дзвіниця з високим шатровим дахом. Колись вона була надбрамною. В її першому ярусі збереглися ключоподібні бійниці. 1971—72 церкву реставровано (архітектор Іван Могитич). 
Існує припущення, що церква спочатку була храмом Крехівського монастиря, а потім її перенесли до села, але це суперечить даним писемних джерел. Церква з дзвіницею є цікавим зразком галицької школи народної архітектури.

## Світлини

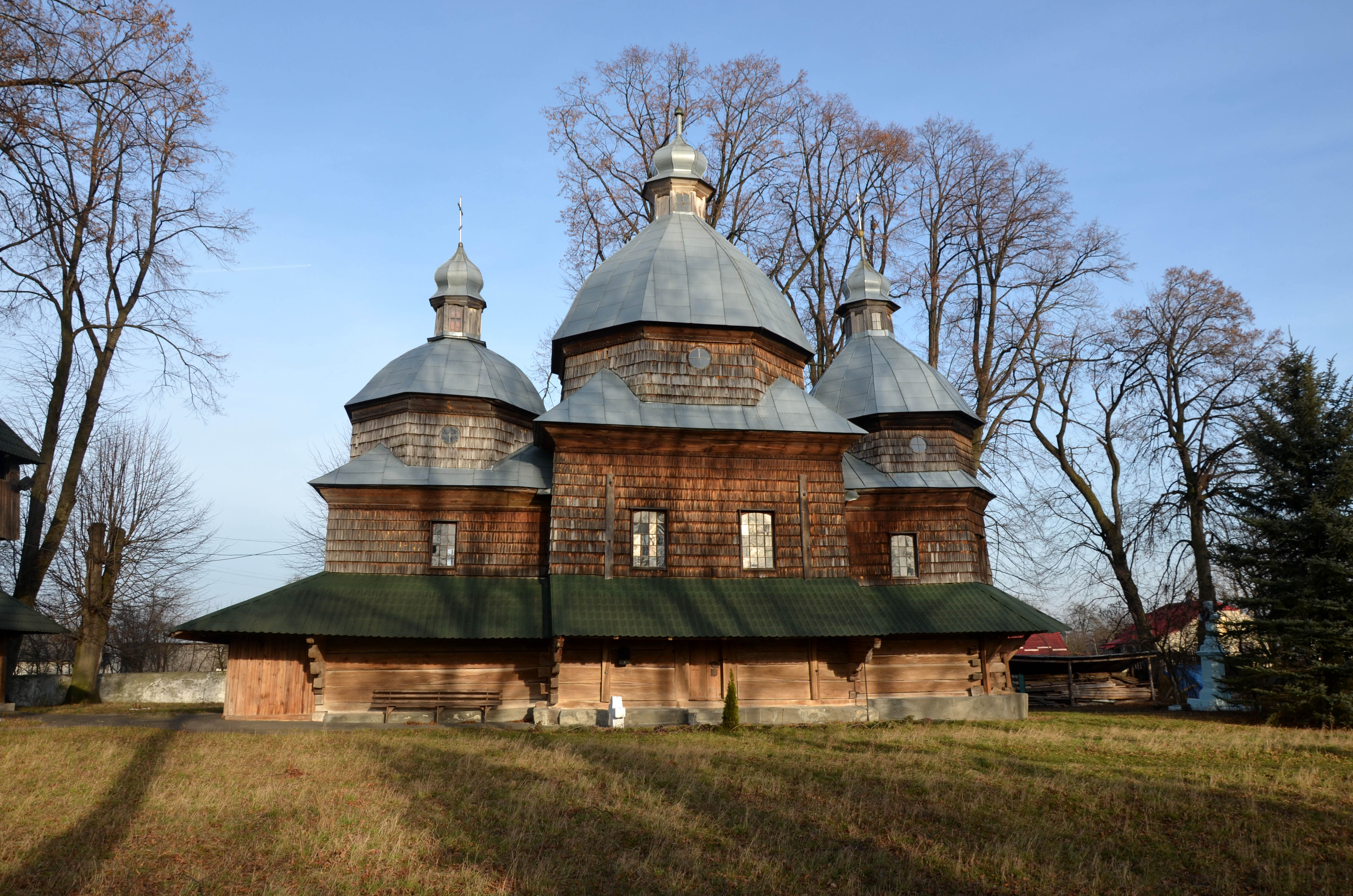
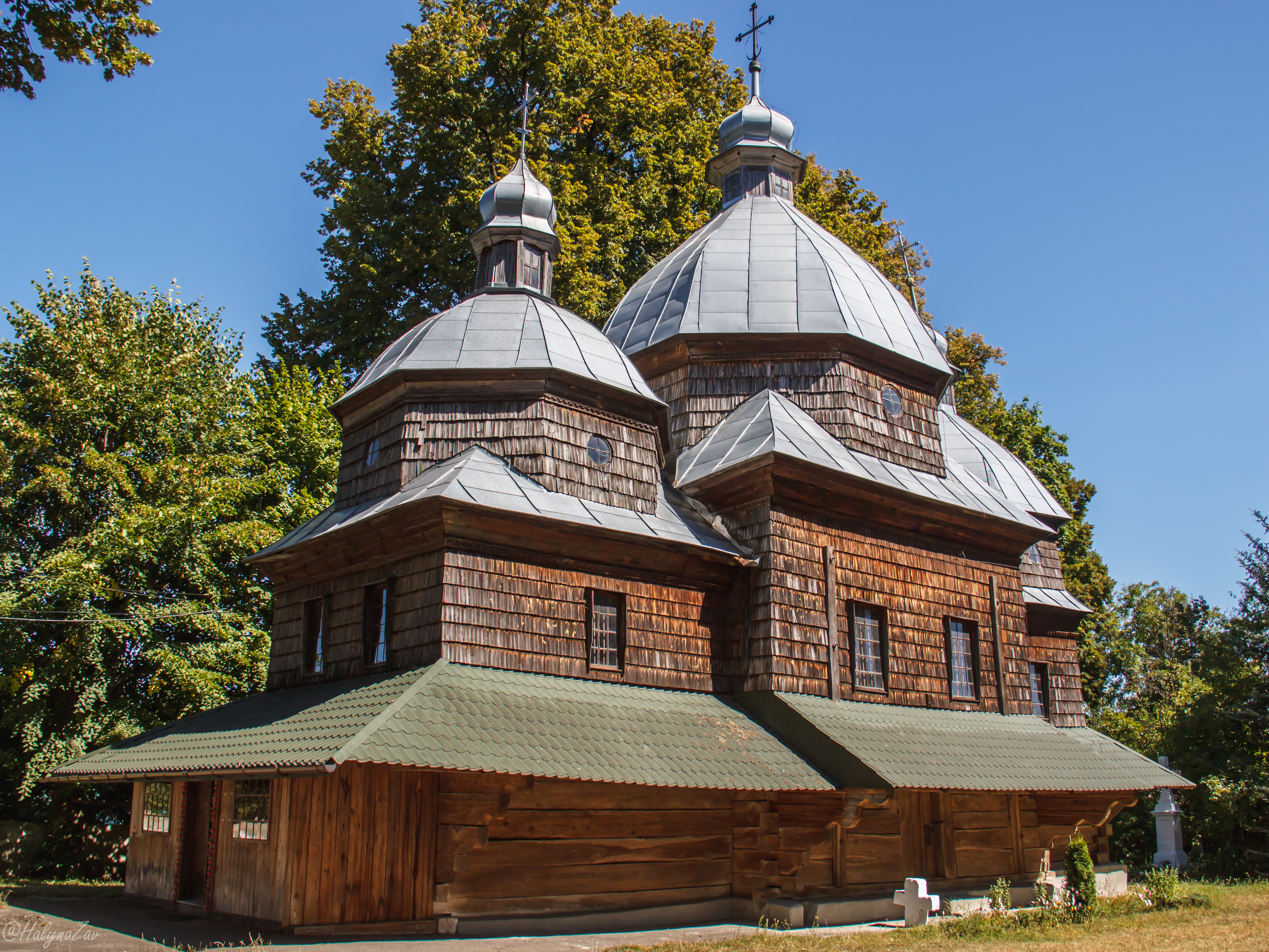
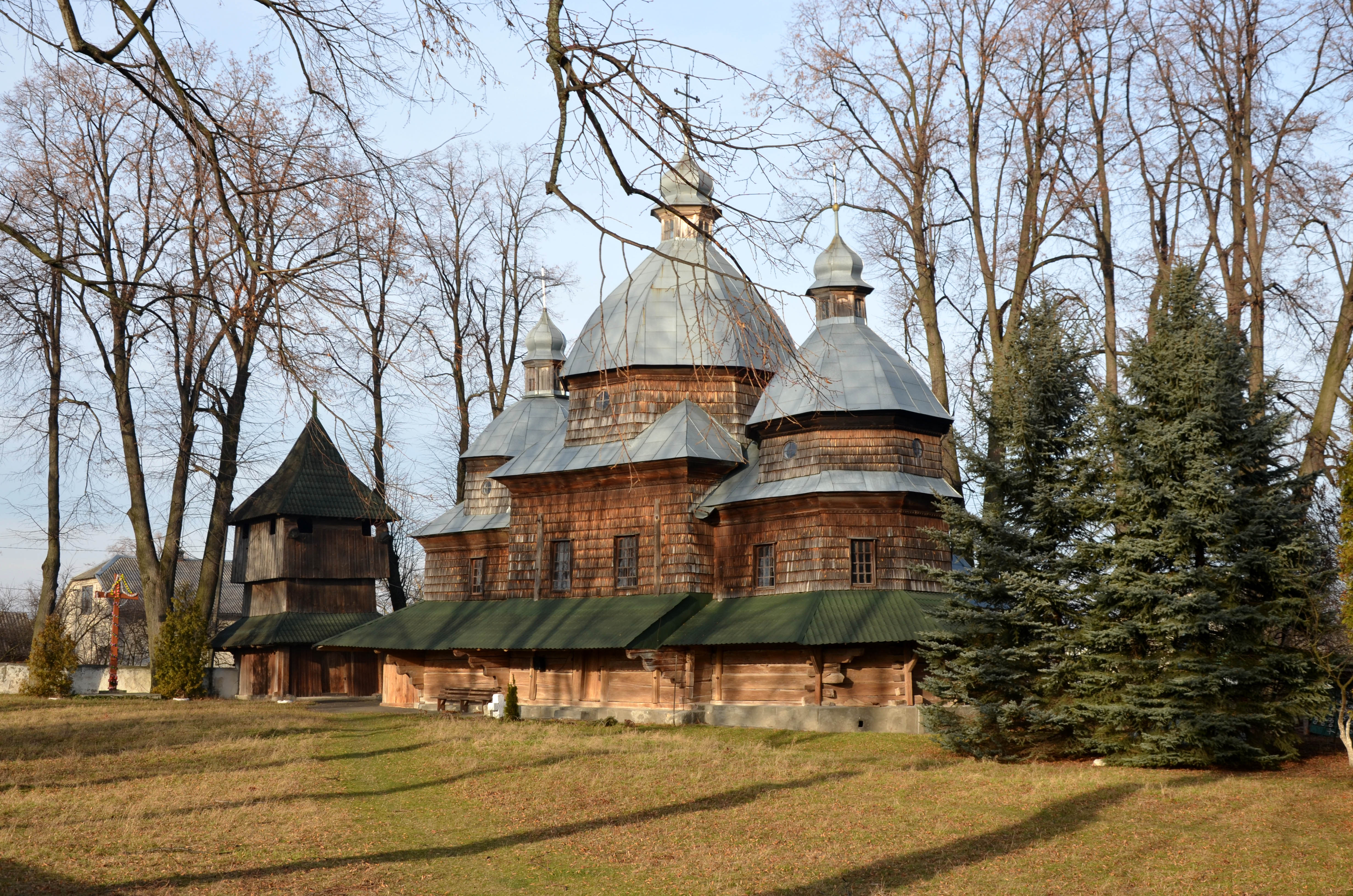
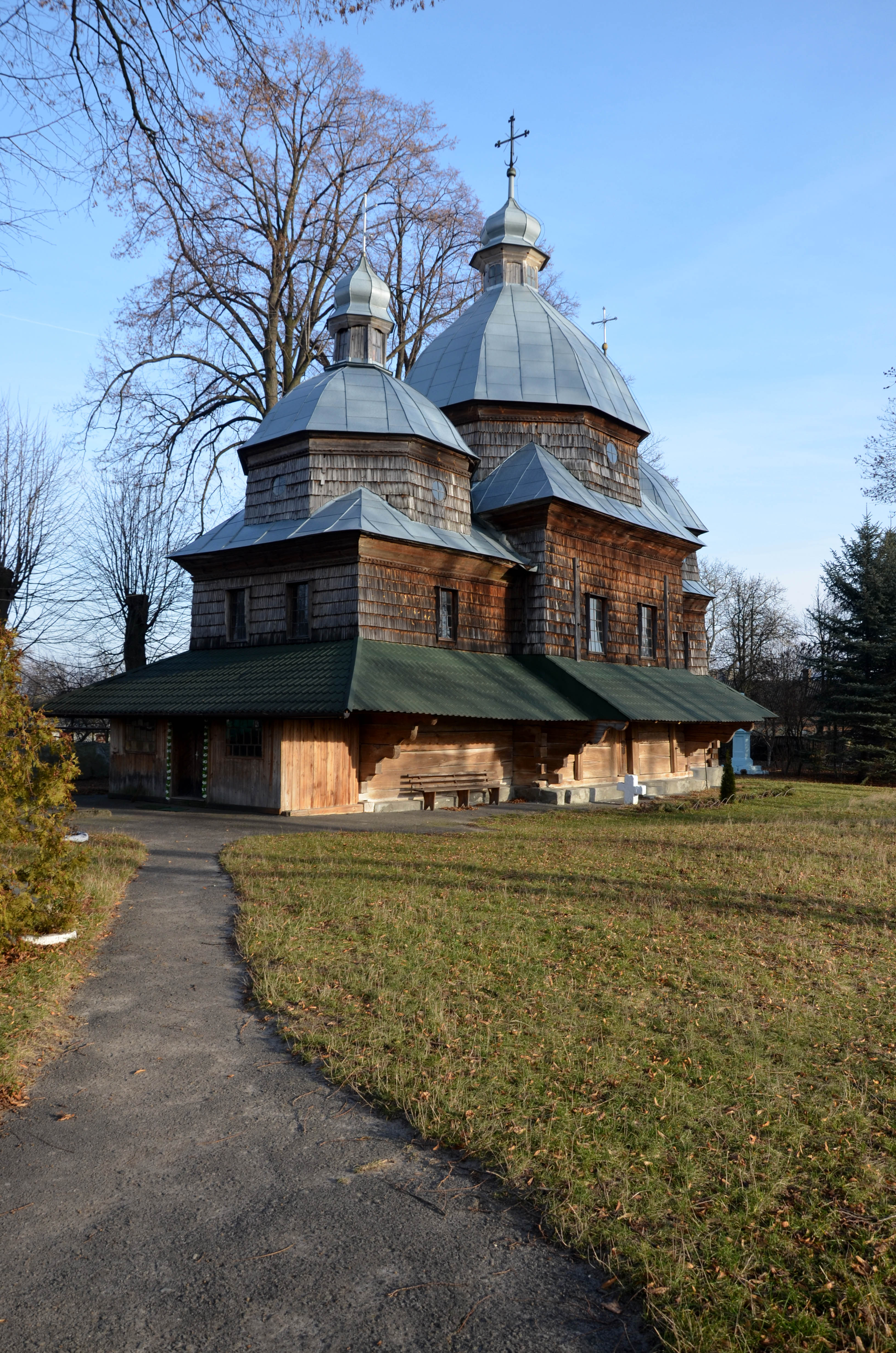
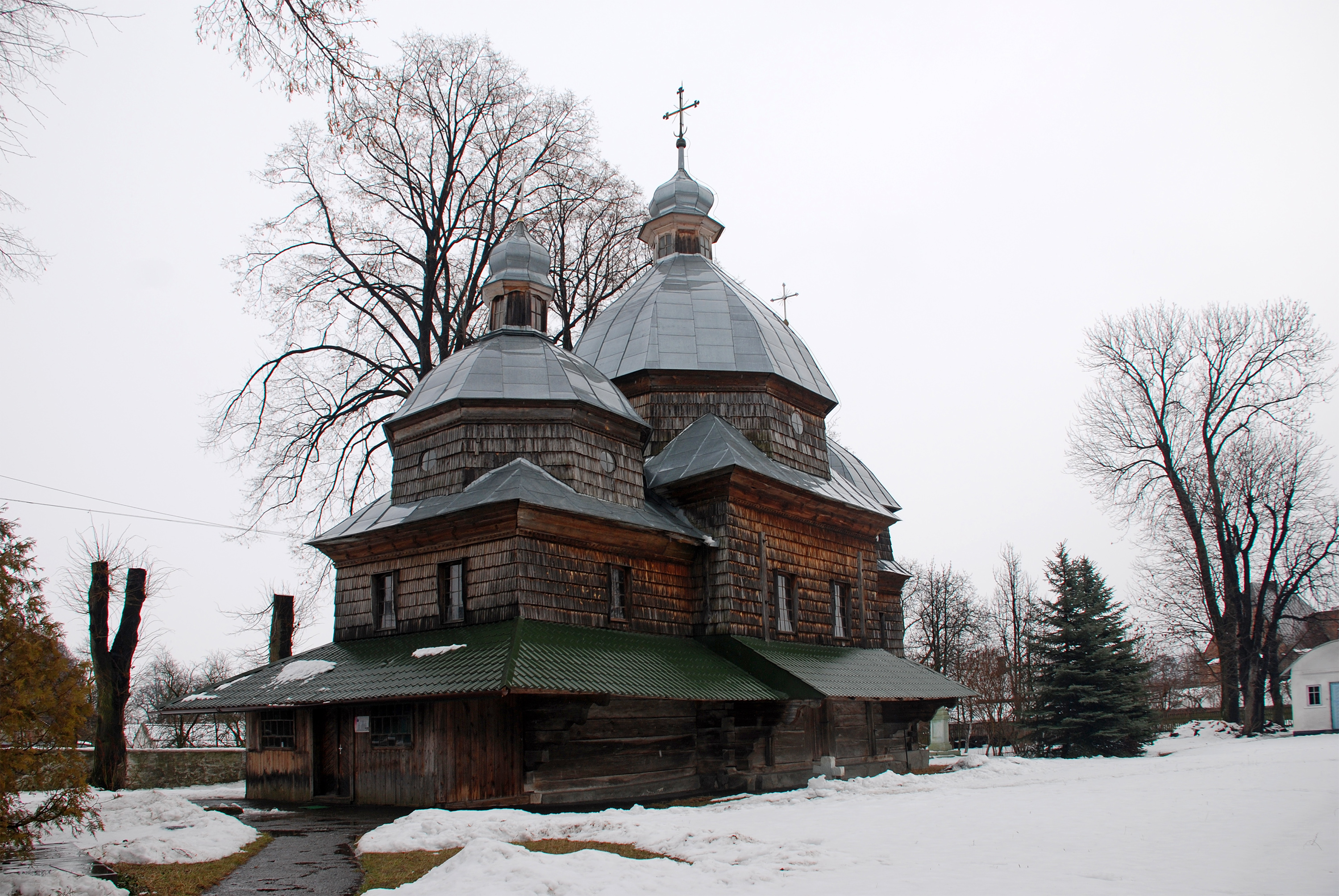
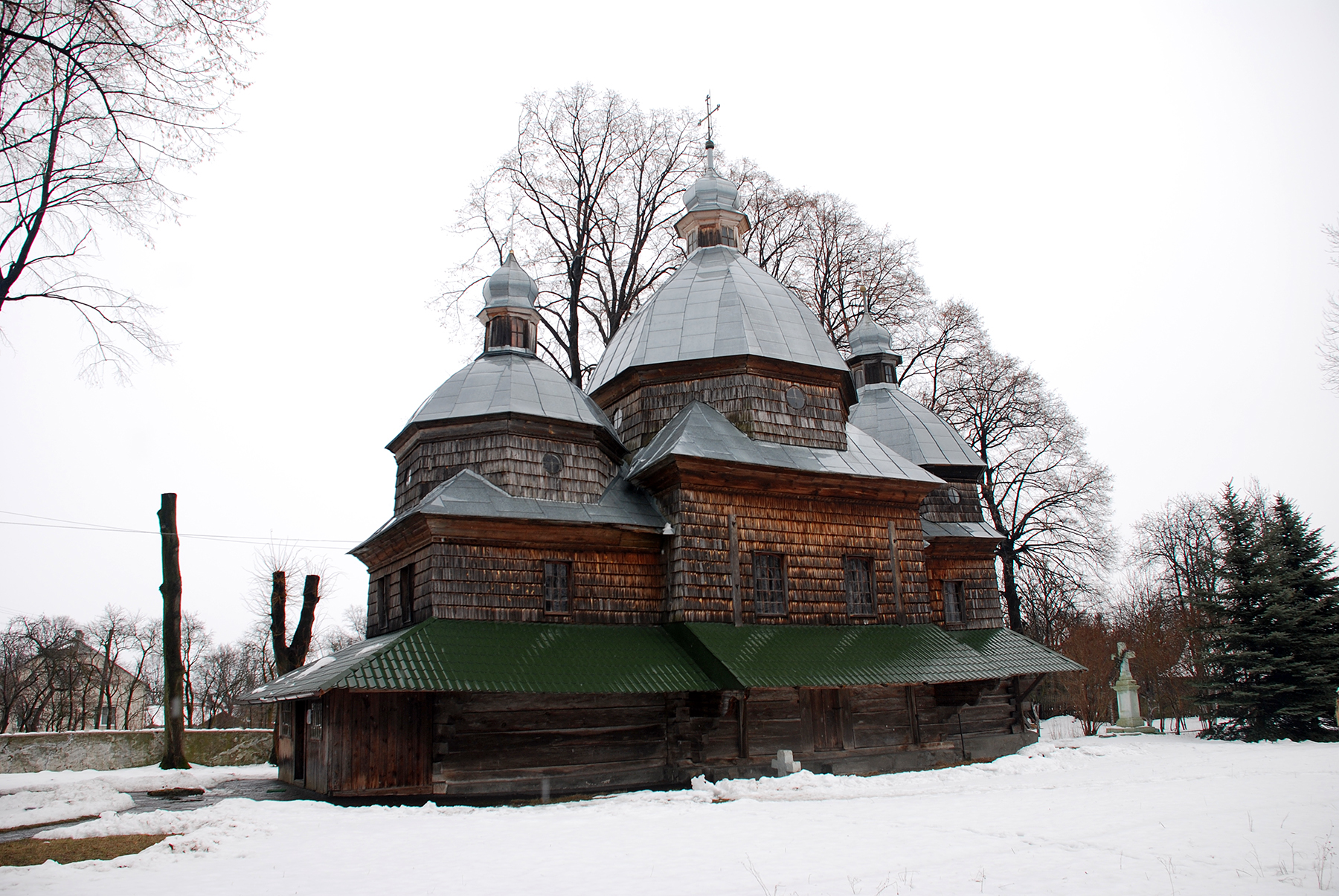
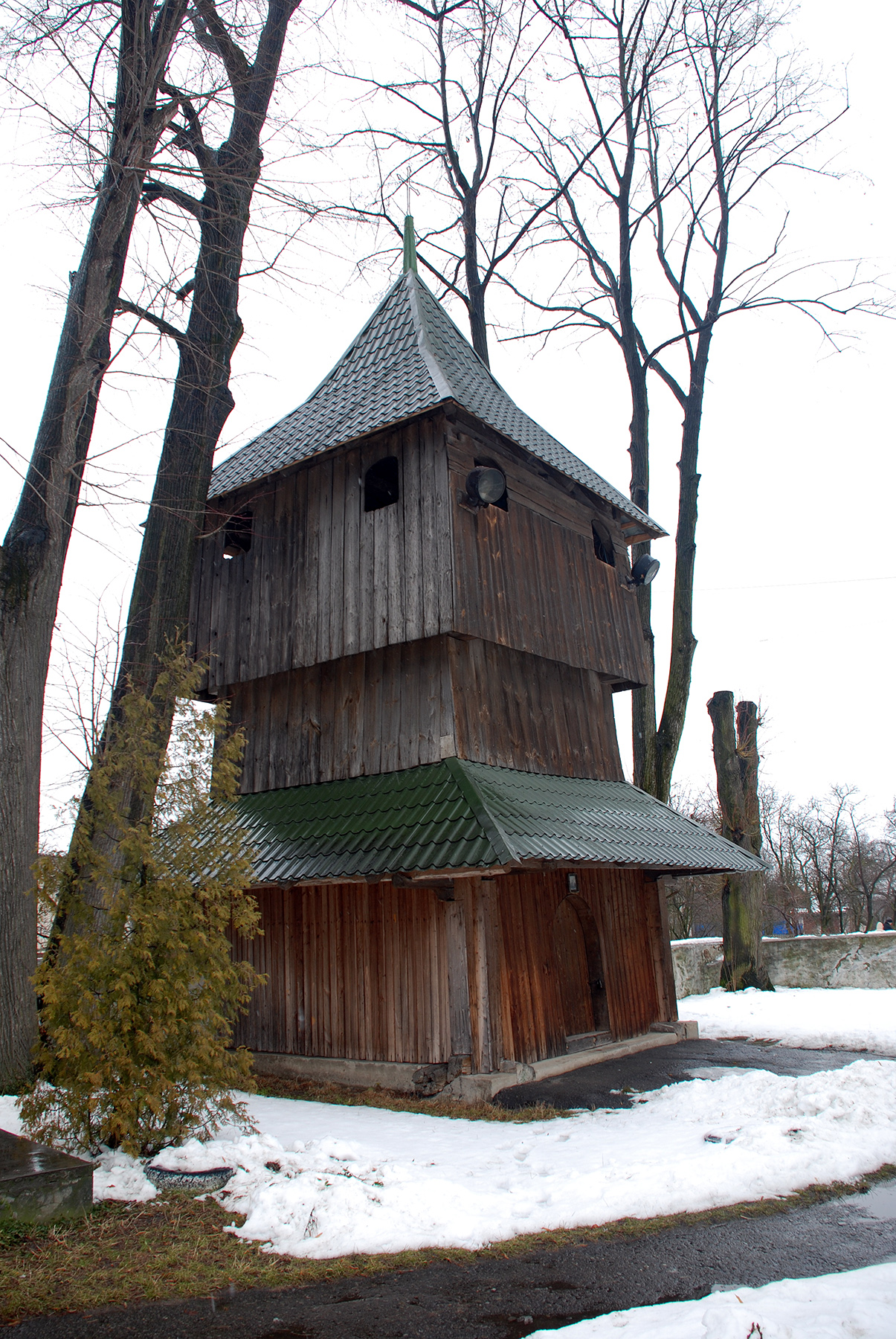